# Jens Michael Hertz (biskop)
 Der er flere personer med dette navn, se Jens Michael Hertz.
Jens Michael Hertz (26. juli 1766 ved Vordingborg – 2. juni 1825 i Ribe) var en dansk biskop, broder til Christian Hertz, fader til Christian Ehlers og Herman Adolf Hertz.
Hertz' moder var den kendte salmedigterinde Birgitte Boye, og sønnens digteriske begavelse er muligvis en arv efter hende. Efter et vildt studenterliv blev Hertz omsider teologisk kandidat og præst, og i de første ti år af sin nye værdighed udarbejdede han et monstrum af et digt, "Det befriede Israel, et Prisdigt i den episke Poesi i 18 Sange" (1801), hvilket allerede samtiden (Baggesen) omtalte som det "lange Jødedigt, som ingen læser". Hertz' øvrige forfatterskab falder på det teologiske område. Hertz, der 1804 var blevet domprovst i Roskilde, opnåede den teologiske doktorgrad 1817. 1819 blev han biskop i Ribe.